# Mustelicosa
Genre
Mustelicosa est un genre d'araignées aranéomorphes de la famille des Lycosidae.

## Distribution
Les espèces de ce genre se rencontrent en Europe de l'Est, en Asie centrale et en Asie de l'Est.

## Liste des espèces
Selon World Spider Catalog (version 17.0, 15/04/2016) :
- Mustelicosa dimidiata (Thorell, 1875)
- Mustelicosa ordosa (Hogg, 1912)

## Publication originale
- Roewer, 1960 : Araneae Lycosaeformia II (Lycosidae). Exploration du Parc National de l'Upemba Mission G.F. de Witte, vol. 55, p. 519-1040.